# جيمس ك. غرين
جيمس ك. غرين (بالإنجليزية: James C. Green)‏ هو سياسي أمريكي، ولد في 24 فبراير 1921 في الولايات المتحدة، وتوفي في 4 فبراير 2000 في نفس البلد. حزبياً، نشط في الحزب الديمقراطي. وقد انتخب عضو مجلس نواب كارولينا الشمالية.